# Associazione Calcio Liguria 1941-1942
Questa voce raccoglie le informazioni riguardanti l'Associazione Calcio Liguria nelle competizioni ufficiali della stagione 1941-1942.

## Rosa
| N. |                    | Ruolo | Calciatore            |
| -- | ------------------ | ----- | --------------------- |
|    | Italia (bandiera)  | P     | Vittorio Martini      |
|    | Italia (bandiera)  | P     | Bruno Venturini       |
|    | Italia (bandiera)  | P     | Ugo Amoretti          |
|    | Italia (bandiera)  | P     | Luigi Carzino         |
|    | Italia (bandiera)  | D     | Pietro Tabor          |
|    | Italia (bandiera)  | D     | Duilio Setti          |
|    | Italia (bandiera)  | D     | Emilio Gattoronchieri |
|    | Italia (bandiera)  | C     | Francesco Tortarolo   |
|    | Uruguay (bandiera) | C     | Cecilio Pisano        |
|    | Italia (bandiera)  | C     | Marco Borrini         |
|    | Italia (bandiera)  | C     | Giuseppe Castelli     |
|    | Italia (bandiera)  | C     | Felice Renoldi        |
|    | Italia (bandiera)  | C     | Luigi Sabaini         |

| N. |                   | Ruolo | Calciatore           |
| -- | ----------------- | ----- | -------------------- |
|    | Italia (bandiera) | A     | Luciano Alghisi      |
|    | Italia (bandiera) | A     | Angelo Meroni        |
|    | Italia (bandiera) | A     | Gino Callegari       |
|    | Italia (bandiera) | A     | Benedetto Stella     |
|    | Italia (bandiera) | A     | Pietro Magni         |
|    | Italia (bandiera) | A     | Gaspare Parvis       |
|    | Italia (bandiera) | A     | Elpidio Coppa        |
|    | Italia (bandiera) | A     | Elio Grolli          |
|    | Italia (bandiera) | A     | Angelo Bonistalli    |
|    | Italia (bandiera) | A     | Gian Battista Opisso |
|    | Italia (bandiera) | A     | Italo Scorza         |

## Statistiche

### Statistiche di squadra
| Competizione | Punti | In casa | In casa | In casa | In casa | In casa | In casa | In trasferta | In trasferta | In trasferta | In trasferta | In trasferta | In trasferta | Totale | Totale | Totale | Totale | Totale | Totale | DR  |
| Competizione | Punti | G       | V       | N       | P       | Gf      | Gs      | G            | V            | N            | P            | Gf           | Gs           | G      | V      | N      | P      | Gf     | Gs     | DR  |
| ------------ | ----- | ------- | ------- | ------- | ------- | ------- | ------- | ------------ | ------------ | ------------ | ------------ | ------------ | ------------ | ------ | ------ | ------ | ------ | ------ | ------ | --- |
| Serie A      | 27    | 15      | 9       | 2       | 4       | 25      | 20      | 15           | 1            | 5            | 9            | 14           | 36           | 30     | 10     | 7      | 13     | 39     | 56     | -17 |
| Coppa Italia |       | 1       | 0       | 0       | 1       | 0       | 2       | -            | -            | -            | -            | -            | -            | 1      | 0      | 0      | 1      | 0      | 2      | -2  |
| Totale       |       | 16      | 9       | 2       | 5       | 25      | 22      | 15           | 1            | 5            | 9            | 14           | 36           | 31     | 10     | 7      | 14     | 39     | 58     | -19 |

### Statistiche dei giocatori
| Giocatore         | Serie A  | Serie A | Coppa Italia | Coppa Italia | Totale   | Totale |
| Giocatore         | Presenze | Reti    | Presenze     | Reti         | Presenze | Reti   |
| ----------------- | -------- | ------- | ------------ | ------------ | -------- | ------ |
| L. Alghisi        | 28       | 6       | ?            | ?            | 28+      | 6+     |
| U. Amoretti       | 4        | -6      | ?            | ?            | 4+       | -6+    |
| A. Bonistalli     | 2        | 0       | ?            | ?            | 2+       | 0+     |
| M. Borrini        | 22       | 2       | ?            | ?            | 22+      | 2+     |
| G. Callegari      | 21       | 0       | ?            | ?            | 21+      | 0+     |
| G. Castelli       | 20       | 11      | ?            | ?            | 20+      | 11+    |
| E. Coppa          | 12       | 3       | ?            | ?            | 12+      | 3+     |
| E. Gattoronchieri | 8        | 0       | ?            | ?            | 8+       | 0+     |
| E. Grolli         | 2        | 0       | ?            | ?            | 2+       | 0+     |
| P. Magni          | 14       | 1       | ?            | ?            | 14+      | 1+     |
| V. Martini        | 15       | -31     | ?            | ?            | 15+      | -31+   |
| A. Meroni         | 22       | 6       | ?            | ?            | 22+      | 6+     |
| G.B. Opisso       | 2        | 0       | ?            | ?            | 2+       | 0+     |
| G. Parvis         | 14       | 7       | ?            | ?            | 14+      | 7+     |
| C. Pisano         | 27       | 1       | ?            | ?            | 27+      | 1+     |
| F. Renoldi        | 11       | 0       | ?            | ?            | 11+      | 0+     |
| L. Sabaini        | 2        | 0       | ?            | ?            | 2+       | 0+     |
| I. Scorza         | 1        | 0       | ?            | ?            | 1+       | 0+     |
| D. Setti          | 16       | 0       | ?            | ?            | 16+      | 0+     |
| B. Stella         | 17       | 1       | ?            | ?            | 17+      | 1+     |
| P. Tabor          | 30       | 0       | ?            | ?            | 30+      | 0+     |
| F. Tortarolo      | 29       | 0       | ?            | ?            | 29+      | 0+     |
| B. Venturini      | 11       | -19     | ?            | ?            | 11+      | -19+   |